# Mariosousa mammifera
Mariosousa mammifera är en ärtväxtart som först beskrevs av Diederich Franz Leonhard von Schlechtendal, och fick sitt nu gällande namn av Seigler och Ebinger. Mariosousa mammifera ingår i släktet Mariosousa och familjen ärtväxter. Inga underarter finns listade i Catalogue of Life.